# Вели паша
Вели паша е османски военен деец, син на Али паша Янински от жена му Ефросина, християнка.
Вели паша е кръстен на дядо си Вели бей, който е прославен османски пълководец, командващ османската армия в битката при Ставчани, и в руско-турската война (1735 – 1739) /заедно с Илияс Колчак паша и Генч Али паша/. 
Женен за дъщерята на Ибрахим паша. 
Управител на санджак Трикала (1804 – 1807 и 1812 – 1819, т.е. на Османска Тесалия). В годините 1814 – 1816 издига свой сарай в Тирнавос (в южния му край), който изгаря изцяло в 1822 г. 
Предходно командва османските еничарски сили по време на т.нар. сулиотска война през 1803 г. 
Командва и османските еничарски сили през 1806 г. по време на инвазията срещу Републиката на седемте острова, след османо-руския разрив.  По време на военната кампания превзема Воница, Превеза и Бутринт.
Командва и еничарите от Нишкия отряд по време на похода им срещу въстаниците по време на т.нар. първо сръбско въстание.